# セックス・カウントダウン
『セックス・カウントダウン』（英: Sex and Death 101）は2007年のアメリカ映画。日本では劇場未公開。

## ストーリー
結婚を目前に控えた青年・ロデリックにメールが届く。それには、彼が一生のうちにセックスをするという101人の女性の名前が記されていた。

## キャスト
- サイモン・ベイカー
- ウィノナ・ライダー
- レスリー・ビブ
- ミンディ・コーン
- ダッシュ・ミホク
- ニール・フリン
- パットン・オズワルト
- ロバート・ウィズダム
- ソフィー・モンク
- ジュリー・ボーウェン
- シンディ・ピケット
- ブライアン・フラー
- グレッグ・トラヴィス
- マーシャル・ベル
- トム・ビショップス
- ナターシャ・マルテ
- シヴォーン・フリン
- ジェシカ・カイパー
- タンク・シャーデー